# SV Polizei Hamburg
SV Polizei Hamburg is een Duitse sportclub uit de stad Hamburg.

## Geschiedenis
De club werd op 28 mei opgericht als Sportabteilung der Sicherheitspolizei Hamburg. In september van dat jaar werd de naam nog gewijzigd in Sportvereinigung der Ordnungspolizei en later dat jaar nog in SpVgg Polizei Hamburg. Nadat de politie in 1934 gesplitst werd in Landespolizei en Schutzpolizei splitste zich in juli 1934 de club Militär-Sportverein Hansa van de sportclub af voor de Landespolizei. SpVgg bleef de club voor de Schutzpolizei en op 7 september 1935 werd de naam SV Polizei Hamburg aangenomen. Een jaar later sloot MSV Hansa zich weer bij de club aan. Nadat in 1938 Hamburg uitgebreid werd en de omliggende steden Altona, Harburg-Wilhelmsburg, Wandsbek en Bergedorf een deel werden van Hamburg sloten ook de politieclubs van deze steden Polizei SV 1921 Harburg, Polizei SV 1924 Altona en Polizei SV 1924 Wandsbek zich bij de club aan. Op 16 januari 1942 werd de naam SG OrPo Hamburg aangenomen. Na de Tweede Wereldoorlog werden alle Duitse voetbalclubs ontbonden. Op 3 juni 1946 werd de club officieel heropgericht.

### Voetbal
De voetbalafdeling startte in 1920 in de derde klasse, maar klom al snel op naar de hoogste klasse van Groot-Hamburg. In het eerste seizoen werd de club laatste, maar de volgende jaren ging het steeds beter. In 1927/28 werd de club derde, met weliswaar grote achterstand op Hamburger SV en Victoria Hamburg, maar de club kon wel gelijkspelen tegen HSV, dat veertien van zijn zestien wedstrijden won dat seizoen. Het volgende seizoen was Polizei een van de tien clubs uit Noord-Duitsland die een eigen competitie opgericht hadden omdat ze vonden dat de vele competities van voorheen alleen maar verzwakkend werkten. De club werd zevende. De rebellen kregen deels hun zin. Er kwam geen competitie voor heel Noord-Duitsland, maar de elf regionale competities werden wel teruggeschroefd naar zes. Polizei werd het volgende seizoen vicekampioen achter HSV en plaatste zich voor de Noord-Duitse eindronde. De club werd echter meteen uitgeschakeld door Hannoversche SpVgg 1897. Het volgende seizoen degradeerde de club, maar beperkte de afwezigheid tot één seizoen. Na een vierde stek plaatste de club zich opnieuw voor de Noord-Duitse eindronde. Er werd nu in groepen van vier gespeeld, maar Polizei werd laatste in zijn groep.
Na dit seizoen werden de Noord-Duitse competities afgeschaft toen de Nationaalsocialistische Duitse Arbeiderspartij de macht greep in Duitsland. De Gauliga Nordmark werd ingevoerd als hoogste klasse voor de regio. De club plaatste zich hiervoor en ondanks hoge zeges tegen Union 03 Altona (6-0) en Schweriner FC 03 (9-1) eindigde de club op de achtste plaats, van de tien. Door een gelijkspel tegen HSV zorgden ze er wel voor dat die net naast de titel grepen. Ook het volgende seizoen werd de club achtste. Zoals reeds hierboven vermeldt splitste de club zich in 1935. Polizei SV moest zich terugtrekken terwijl MSV Hansa de plaats overnam in de Gauliga en laatste werd. Na één seizoen promoveerde Polizei weer, maar kon het behoud niet verzekeren. Het duurde tot 1942 vooraleer de club opnieuw kon promoveren. Door de Tweede Wereldoorlog werd de Gauliga verder opgesplitst en de club belandde in de Gauliga Hamburg. De club werd zevende op tien clubs, maar de voetbalafdeling werd na dit seizoen opgeheven en de club trok zich terug uit de Gauliga.
Na de oorlog werd de club weer heropgericht en promoveerde in 1951 naar de Amateurliga Hamburg, de tweede klasse. Na een onmiddellijke degradatie volgde ook weer een promotie. Na twee seizoenen degradeerde de club opnieuw. Tot 1960 speelde de club in de Verbandsliga, de derde klasse, en opnieuw van 1961 tot 1963. Toen de club in 1966 weer promoveerde naar de Verbandsliga, was deze door invoering van de Bundesliga in 1963 nog maar de vierde klasse.
In 1972 werd de afdeling voetbal opgeheven.